# Hans Esser
Paul Hans Esser (ur. 15 sierpnia 1909 w Essen, zm. 26 sierpnia 1988 w Hilden) – niemiecki szablista i szpadzista, brązowy medalista igrzysk olimpijskich i dwukrotny medalista mistrzostw świata. 
Na igrzyskach olimpijskich w Berlinie w 1936 roku reprezentacja III Rzeszy w składzie: Hans-Georg Jörger, Julius Eisenecker, August Heim, Erwin Casmir, Richard Wahl i Hans Esser zajęła trzecie miejsce w szabli drużynowej. Wystąpił tam także w szpadzie drużynowej, w której Niemcy zajęli czwarte miejsce. Brał również udział w igrzyskach olimpijskich w Helsinkach w 1952 roku, gdzie w szabli drużynowej odpadł w ćwierćfinałach, a indywidualnie odpadł w pierwszej rundzie.
Podczas mistrzostw świata w Lozannie w 1935 roku (oficjalnie rozgrywanych pod tą nazwą dopiero od 1937) razem z Juliusem Eiseneckerem, Richardem Wahlem, Augustem Heimem i Heinrichem Moosem zdobył brązowy medal w szabli drużynowej. Wynik ten powtórzył na mistrzostwach świata w Paryżu dwa lata później.
W latach 1941 i 1953 był mistrzem kraju w szabli indywidualnej.